# Erich Zoddel
Erich Zoddel (9. srpna 1913 Berlín – 30. listopadu 1945 Wolfenbüttel) byl během druhé světové války vězeň ve funkci staršího tábora v koncentračním táboře Bergen-Belsen. Byl odpovědný za celý tábor, což byla nejvyšší vězeňská funkce.

## Biografie
V roce 1941 byl Zoddel odsouzen na rok vězení za krádež a poté v roce 1942 převezen do koncentračního tábora Sachsenhausen. Do října 1943 byl nasazen na nucenou práci v továrně Heinkel v Oranienburgu. V listopadu 1943 byl po krátkém pobytu v koncentračním táboře Buchenwald odvezen do koncentračního tábora Mittelbau-Dora. 27. března 1944 dorazil Zoddel společně s tisícovkou dalších vězňů z Dory do Bergenu-Belsenu. Dne 15. dubna 1945 dva dny po osvobození Bergen-Belsenu britskou armádou, zabil Zoddel vězněnou ženu, za což byl britským vojenským soudem v Celle 31. srpna 1945 odsouzen k trestu smrti. Při druhém soudu v Lüneburgu 17. listopadu 1945 byl Zoddel při procesu Bergen-Belsen odsouzen k doživotnímu trestu odnětí svobody za špatné zacházení s vězni v Bergen-Belsenu. Trest smrti byl vykonán 30. listopadu 1945 ve Wolfenbüttelu.